# 乐园乡
乐园乡，是中华人民共和国江西省九江市瑞昌市下辖的一个乡镇级行政单位。

## 行政区划
乐园乡下辖以下地区：
南庄村、桥棚村、庄岸村、高塘村、北畈村、南北港村和张坊村。